# NGC 4395
NGC 4395 је спирална галаксија у сазвежђу Ловачки пси која се налази на NGC листи објеката дубоког неба.
Деклинација објекта је + 33° 32' 48" а ректасцензија 12h 25m 48,8s. Привидна величина (магнитуда) објекта NGC 4395 износи 10,0 а фотографска магнитуда 10,6. Налази се на удаљености од 4,185 милиона парсека од Сунца. NGC 4395 је још познат и под ознакама UGC 7524, MCG 6-27-53, CGCG 187-42, KUG 1223+338, IRAS 12233+3348, PGC 40596.